# Kuwaita papillifera
Kuwaita papillifera är en ringmaskart som först beskrevs av Fauvel 1918.  Kuwaita papillifera ingår i släktet Kuwaita och familjen Lumbrineridae. Inga underarter finns listade i Catalogue of Life.